# Testone delle Tre Alpi
Il Testone delle Tre Alpi (2.081 m s.l.m.) è una montagna delle Alpi Biellesi.
È situata tra la Valsesia (VC) e la Valsessera (BI); sulla cima convergono i territori dei comuni valsesiani di Piode e Rassa e quello di un'isola amministrativa montana del comune biellese di Pettinengo.

## Toponimo
Il nome della montagna deriva dalla sua forma piuttosto tozza e dal fatto che essa è il punto triplo che connette tre vallate, sedi di altrettanti alpeggi (alpi). Si tratta a sud-est degli alpeggi della vallata della Dolca (Alpe Peccia), a nord-est quelli di Meggiana e ad ovest dell'Alpe Sorbella (Val Sorba).'

## Descrizione

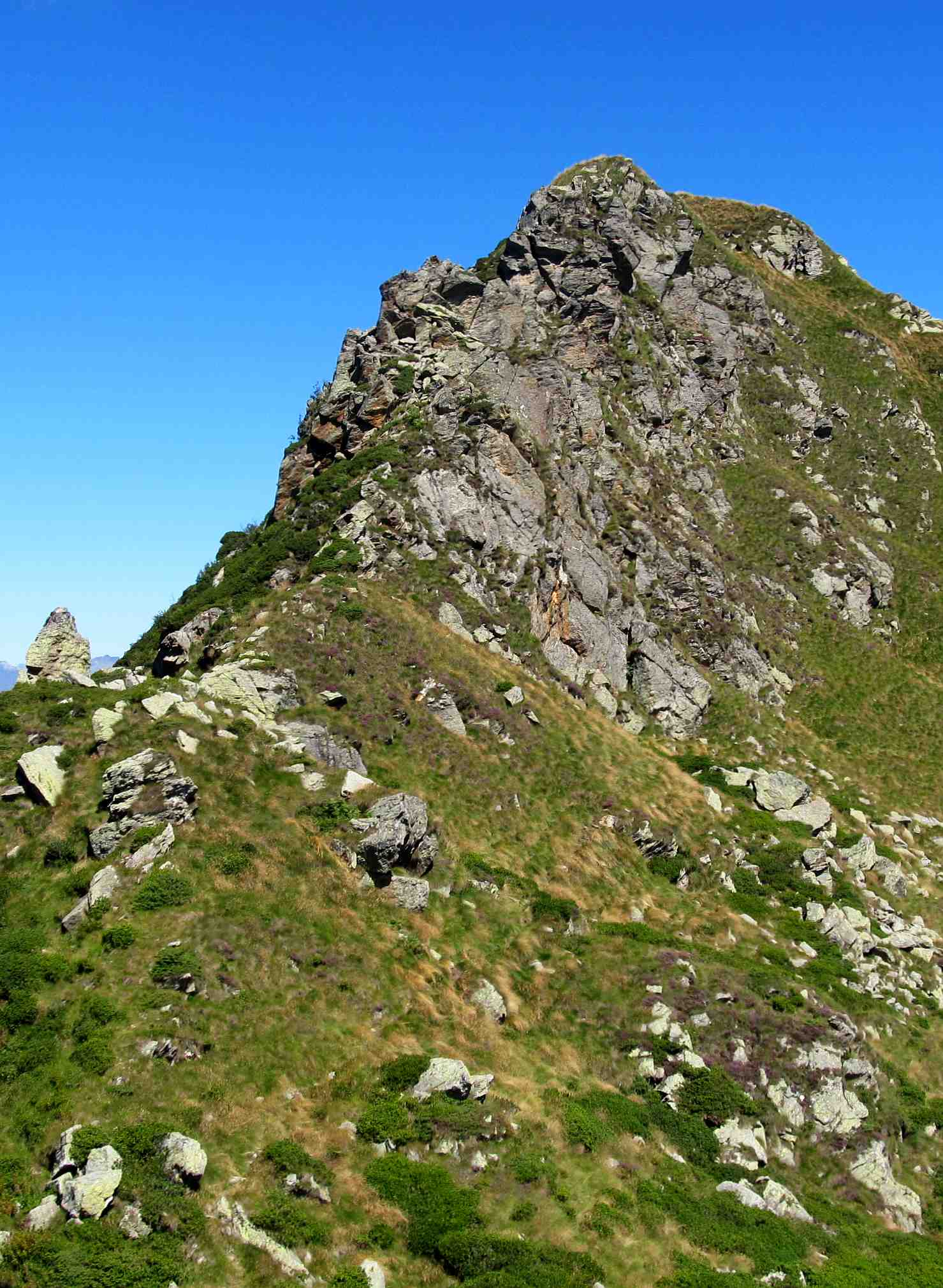
La rocciosa cresta sud-occidentale

La montagna si trova alla convergenza di tre creste, due delle quali collocate sul crinale spartiacque Sessera - Sesia. Di esse quella orientale scende abbastanza dolcemente ad un colletto quotato 1.779 per poi risalire alla Cima d'Ometto mentre quella sud-occidentale, più aspra, collega il Testone delle Tre Alpi con la cima Scataccia (2.034 m s.l.m.) e la Bocchetta dei Fornei (1.761 m s.l.m.), dalla quale lo spartiacque risale in direzione della Cima di Bo.
La terza cresta appartiene a un breve contrafforte che si diparte dallo spartiacque principale in direzione nord e termina con il monte Bo di Valsesia (2.071 m s.l.m.), che domina il tratto di vallata tra Rassa e Piode.
Il panorama dalla vetta della montagna è interessante in particolare verso il Gruppo del Rosa e la Valsessera.

## Accesso alla cima
Il Testone delle Tre Alpi può essere raggiunto per sentiero a partire dall'Alpe di Mera alla quale si può arrivare, oltre che per asfalto, anche grazie ad una funivia proveniente da Scopello ed attiva anche in estate. 
Questo itinerario si porta sullo spartiacque Sesia/Sessera ed aggira sul lato Valsessera la Cima d'Ometto; riguadagnato lo spartiacque arriva infine al punto culminante per lo più risalendo la cresta orientale.
La montagna è anche collegata da un sentiero (segnavia n. 44) al monte Bo di Valsesia, dal quale dista circa mezz'ora di cammino.